# Salstad
Salstad är en småort i Sals socken i Flo församling i Grästorps kommun i Västra Götalands län.